# Laurens (Francja)
Laurens – miejscowość i gmina we Francji, w regionie Oksytania, w departamencie Hérault.
Według danych na rok 1990 gminę zamieszkiwało 1009 osób, a gęstość zaludnienia wynosiła 62 osoby/km² (wśród 1545 gmin Langwedocji-Roussillon Laurens plasuje się na 339. miejscu pod względem liczby ludności, natomiast pod względem powierzchni na miejscu 489.).